# Västerländsk visual kei
Västerländsk visual kei är benämningen på de band, av vilt skiftande genrer, som tagit inspiration från den japanska visual kei-scenen, men som är aktiva i väst. Musiken kan skifta från allt mellan pop och rock till dödsmetall och gothrock, det som binder ihop genren är hur artisterna väljer att uttrycka sig i sminkning och klädval, samtidigt som även sångtexter på japanska eller influenser från klassisk japansk musik kan förekomma.

## Band
- DEFINE
- DNR (Dreams Not Reality)
- Jenlayn
- Kairu
- Karmia
- Kogure コグレ
- LaBathory ラーバソリ
- LuCiD
- Nana:(shi)
- Rubedo
- Seremedy
- The Arekusandaa Project
- YOHIO
- Overworld